# Шкробинець Юрій Васильович

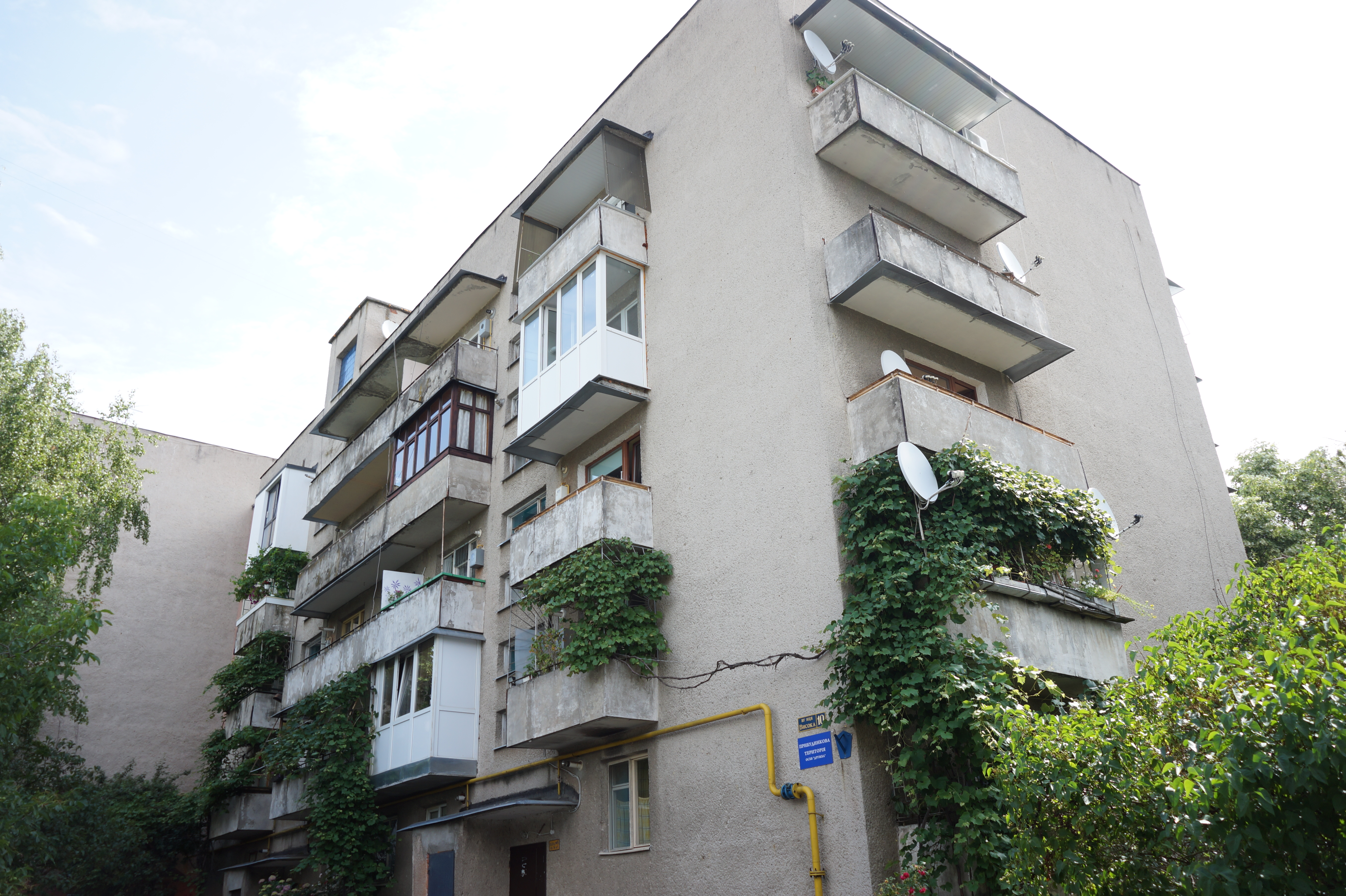
Будинок, у якому жив і працював письменник. Ужгород, вул. Висока, 10

Ю́рій Васи́льович Шкробине́ць (12 листопада 1928 — 18 березня 2001) — український літературознавець, перекладач, письменник, редактор, педагог.

## Життєпис
Юрій Шкробинець народився 12 листопада 1928 року в місті Хусті на Закарпатті в родині службовця. Початкову освіту здобув у Хусті. Навчався в Будапешті в гімназії, атестат зрілості отримав уже за Радянської влади. 1952 р. скінчив філологічний факультет Ужгородського університету. Чотири роки працював педагогом, а згодом, аж до переходу на творчу роботу (1971), завідував відділом літератури і мистецтва обласної газети «Закарпатська правда». 
Юрій Васильович Шкробинець помер 18 березня 2001 р. Похований в Ужгороді.

## Творчість
З 1948 р. виступає з перекладами поетичних і прозових творів переважно угорських, а також російських, комі, осетинських, словацьких та чеських письменників. Переклав романи і повісті «Народжені в пустах» Дюли Ійєша, «Жага» Клари Біхарі, «Будь чесний до самої смерті» Жіґмонда Моріца, «Хмари без дощу» Ласло Балли, «Даруйте, пане вчителю» Фрідьєша Карінті, «Бунтарі з восьмого» Пала Ілку, музичну комедію Ференца Фаркаша «Ліс гуде», твори поетів-класиків Шандора Петефі (зокрема поеми «Апостол» і «Витязь Янош»), Яноша Араня (балади і поема «Толді»), Ендре Аді, Дюли Юхаса, Аттіли Йожефа, Арпада Товта, Міклоша Радноті, Мігая Бабіча, сучасних поетів Дюли Ійєша, Міхая Ваці, Ґабора Ґараї, Шандора Вереша, Вілмоша Ковача та інших. 1970 р. видав збірку перекладів з угорської класичної та сучасної поезії «Угорська арфа». В його перекладах вийшли також книжки: «Таємниця скляної гори» (народні казки, 1974 р.), «Угорські прислів'я та приказки», «Вибрані хорові твори» Бели Бартока (1975). Переклав угорською мовою оповідання Михайла Коцюбинського «Коні не винні» (1950). Друкувався також у періодичних виданнях дослідження про українсько-угорські літературні зв'язки, статті, рецензії, нариси.